# Lijst van beelden in Gooise Meren
Dit is een (onvolledige) chronologische lijst van beelden in Gooise Meren. Onder een beeld wordt hier verstaan elk driedimensionaal kunstwerk in de openbare ruimte van de Nederlandse gemeente Gooise Meren, waarbij beeld wordt gebruikt als verzamelbegrip voor sculpturen, standbeelden, installaties, gedenktekens en overige beeldhouwwerken.

## Muiden
| Geplaatst | Omschrijving | Kunstenaar                | Straat                                                                                                  | Plaats | Materiaal  | Afbeelding |
| --------- | --- | ------------------------- | --- | ------ | ---------- | ---------- |
| 1756      | De Gooyse Boer De boer heeft in zijn rechterhand een tabaksblad en zijn andere hand rust op een rol tabak. De steen dateert vermoedelijk uit 1756, toen de toenmalige eigenaar, Bruyn Schuylenburg, het pand liet verbouwen. De steen was bedoeld als herkenningsteken, zodat men kon zien dat hier tabak verkocht werd. |                           | Herengracht 71                                                                                          | Muiden | gevelsteen |            |
| 1898      | Wilhelminaboom boom in een smeedijzeren hekwerk met drie gelijke portretten | Doetinchemse ijzergietrij | Herengracht                                                                                             | Muiden |            |            |
| 1981      | Pieter Corneliszoon Hooft | Loekie Metz               | Binnenplaats Muiderslot                                                                                 | Muiden | steen      |            |
| 1984      | Gooische stoomtram | Jocke Overwater           | Naarderstraat bij de toenmalige halte. In 2005 gerenoveerd na vernieling in de oudejaarsnacht van 2004. | Muiden | zandsteen  |            |
| 1987      | Zolang er paarden bestaan - dorpssmid Jan Melis | Jocke Overwater           | Herengracht                                                                                             | Muiden | brons      |            |
| 2003      | Muiden 1050 jaar | Carlo Scutigliani         | Vestingplein                                                                                            | Muiden |            |            |
|           | Posthoornslak |                           | Haven van Muiden, aan Lange Mulderweg                                                                   | Muiden |            |            |
|           | Toernooigevecht | Eric Claus                | Vestingwal Muiderslot                                                                                   | Muiden | brons      |            |

## Muiderberg
| Geplaatst    | Omschrijving | Kunstenaar         | Straat                                                               | Plaats     | Materiaal                             | Afbeelding                                              |
| ------------ | --- | ------------------ | -------------------------------------------------------------------- | ---------- | ------------------------------------- | ------------------------------------------------------- |
| 1909         | G.A. Heinze reliëfmonument van Gustaaf Adolf Heinze (Stichter der Nederlandsche Toonkunstenaars Vereeniging); het beeld is een aantal keren verplaatst | Leen van Tetterode | Brink                                                                | Muiderberg | zwart graniet                         |                                                         |
| 1948         | Monument op de Joodse begraafplaats (Muiderberg) | Heinrich Schöngut  | Googweg, Joodse begraafplaats                                        | Muiderberg |                                       |                                                         |
| 1991         | De geldzuivering of Tientje van Lieftinck blok in de vorm van een bundel bankbiljetten, aan weerszijden de afbeelding van een tienguldenbiljet. Ter herinnering aan Prof. Mr. P. Lieftinck, Minister van Financien 1945-1952. | Jocke Overwater    | Dorpstraat                                                           | Muiderberg | arduinen blok                         |                                                         |
| 1991 of 1997 | Hond Liggende hond op het graf van Pieter de Raadt (1910-1987), 'burgemeester van Muiderberg' en zijn vrouw Evertje W. de Raadt-ter Beek (1904-1991) | Jocke Overwater    | Kerkpad (begraafplaats kerk aan zee)                                 | Muiderberg | steen                                 |                                                         |
| 2004         | Levensboom Monument tegen geweld en onrecht | Peter Roman Heid   | Brink                                                                | Muiderberg | steen/brons                           |                                                         |
|              | Zwerfkei Graaf Floris V markeert de plaats waar hij vermoord werd. |                    | Brink/Dijkweg                                                        | Muiderberg | steen                                 |                                                         |
|              | Ludgerus (Liudger) Stond aanvankelijk in de voortuin van de voormalige RK Kweekschool Ludgerus, Amersfoortseweg te Hilversum. Na sluiting van de school is het beeld naar Muiderberg verplaatst, op initiatief van Klaas Sierksma. Daarbij werd abusievelijk verondersteld, dat Ludgerus uit Muiderberg afkomstig was. (Hij kwam uit Zwesen bij Maarssen.) | Piet Jongblut      | Brink 29                                                             | Muiderberg | natuursteen met sokkel van metselwerk | Beeld is in 2016 verplaatst naar het Gelderse Vierakker |
|              | Lezende vrouw | onbekend           | Gerard Doulaan/ Kocherplantsoen 1 (bij verzorgingstehuis Florisberg) | Muiderberg | steen                                 |                                                         |

## Naarden
| Geplaatst | Omschrijving | Kunstenaar                     | Straat | Plaats  | Materiaal                  | Afbeelding |
| --------- | --- | ------------------------------ | --- | ------- | -------------------------- | ---------- |
| 1601      | Hoop, Gerechtigheid en Geloof |                                | Oude Stadhuis Marktstraat | Naarden | steen                      |            |
| 1877      | Twee medaillons in de beide 'torens' van de Utrechtse poort. |                                | Ruysdealplein | Naarden |                            |            |
| 1920      | Jan Amos Comenius | Ladislav Saloun                | Kloosterstraat | Naarden | brons                      |            |
| 1957      | Jan Amos Comenius Opgericht door de Tsjechoslowaakse regering ter nagedachtenis aan Jan Amos Comenius, begraven te Naarden op 22 november 1670 | Vincenc Makovský               | Marktstraat 22 | Naarden | brons, op hoge sokkel      |            |
| ± 1970    | Burgerzin voorheen: de bouwvakkers drie steigerbouwende bouwakkers | Ek van Zanten                  | Ruysdaelplein | Naarden | brons op betonnen voetstuk |            |
| 1972      | Geheim | Ella van Riet                  | Cort van der Lindenlaan (op schoolplein Comeniusschool)                                                                                | Naarden |                            |            |
| 1987      | Seepaerdt | F.J.L. Troelstra               | Amersfoortsestraatweg 16 (voor zwembad de Lunet)                                                                                       | Naarden |                            |            |
| 1994      | Comenius - Borstbeeld van Jan Amos Comenius Op de achterzijde: Onthuld ter afsluiting van de rehabilitatie van de Weeshuiskazerne 28 mei 1994. Gerealiseerd door: Gemeente Naarden, Hegeman Bouwgroep Vriezenveen, Koninklijke Woudenberg Ameide Arch. Buro Verlaan en Bouwstra. Schenking van de regering van Tsjechoslowakije. | Ladislav Šaloun                | Kloosterstraat (Weeshuiskazerne Comeniusmuseum)Oorspronkelijk stond dit borstbeeld op een grote sokkel aan de Kapitein G.A. Meijerweg. | Naarden | op granieten sokkel        |            |
| 2011      | De Klim Nationaal Donor Monument. Het monument staat symbool voor enerzijds een transplantatie patiënt die dankzij zijn donor naar een nieuw leven klimt en anderzijds een nabestaande die uit een dal van verdriet klimt doordat de overleden donor in iemand anders voortleeft.                                                | Egbert Hermsen en Ben Overkamp | Kerkplein Grote Kerk | Naarden |                            |            |
| 2017      | Kanon Naarden |                                | Ruysdealplein | Naarden |                            |            |
|           | Dansend kind |                                | hofje bij Gansoordstraat 33 | Naarden | Belgisch hardsteen         |            |
|           | zonder titel |                                | Rotonde Meerstraat, Keverdijk, Visserlaan                                                                                              | Naarden |                            |            |
|           | Sculptuur |                                | Raadhuisstraat 2 , binnentuin stadskantoor                                                                                             | Naarden |                            |            |
|           | Muurplastiek geschonken door de gemeente aan de Veste | hr. Bovenkamp                  | Koningin Wilhelminalaan 1 | Naarden |                            |            |
|           | Gevelreliëf |                                | Het Arsenaal (Kooltjesbuurt) | Naarden | steen                      |            |
|           | Zonder titel |                                | Wilhelminalaan/Graaf Willem de Oudelaan                                                                                                | Naarden | roestvrijstaal             |            |